# São Marcos da Abóbada
São Marcos da Abóbada é uma extinta freguesia rural do concelho de Évora. As suas origens são imprecisas, embora seja referida em 1555, no livro de Baptismos da Sé e a igreja paroquial de São Marcos apresente características do século XVI. Freguesia rual, sem nenhum aglomerado urbano, foi extinta em 23 de Novembro de 1953, estando o seu território desde então anexado à freguesia de Torre de Coelheiros.